# Dode hand (folklore)

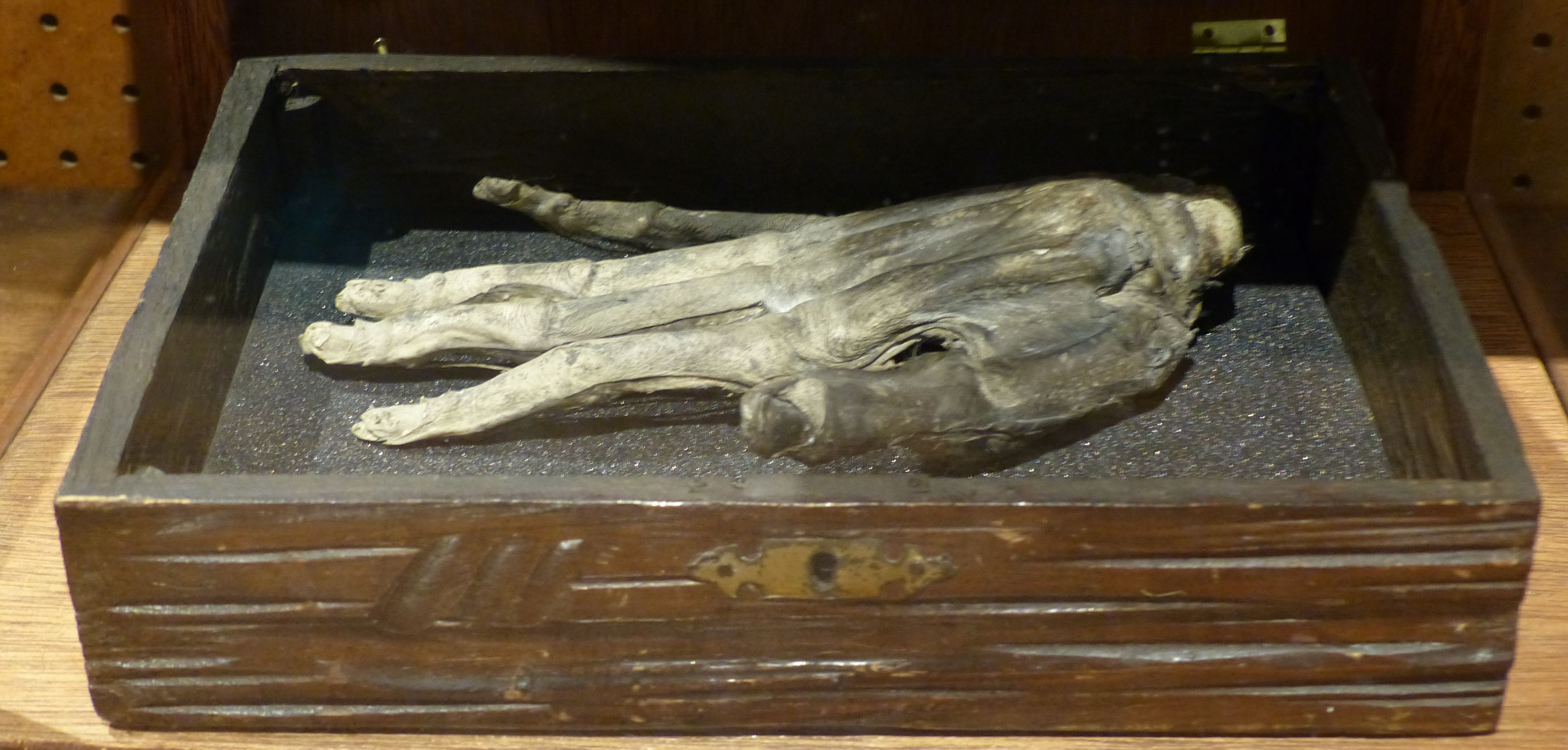
Een hand gevonden in Engeland, daterend van rond 1820, geëxposeerd in het Whitby Museum

Dode Hand of main de gloire (Engels: "Hand of Glory") is een hand die afgehakt is van een ter dood veroordeelde dief, en die volgens een middeleeuws gebruik gepekeld werd en daarna gedroogd om vervolgens te dienen als kaarshouder (kandelaar). Het drogen kon bijvoorbeeld gebeuren in een oven bij het branden van ijzerhard.
De hand wordt ook wel een toverhand, dievenhand, dievenkaars of duivelshand genoemd.
Een gehangene mocht in de middeleeuwen pas begraven worden als het lijk in ontbinding van de galg viel. Om te zorgen dat er niets van het lichaam gestolen werd, zoals een fel begeerde hand of vinger, hielden leprozen de wacht bij de galg.
Men geloofde dat wanneer men in deze hand een kaars van menselijk vet liet branden, de bewoners van een huis niet wakker konden worden en de inbrekers hun gang konden gaan. Ook geloofde men dat als van zo'n hand een kaars gemaakt werd, je er onzichtbaar mee kon worden. Een dief kon met zo'n hand ook elk huis binnenkomen.
De hand zou effectiever worden als hij gezegend zou worden met negen heilige missen. Dat kon bereikt worden door de hand in een kerk te verbergen, en hem daar tijdens negen missen verborgen te houden.
Het is niet bekend of in het middeleeuws strafrecht vaak gebruik werd gemaakt van de dode hand, maar de dode hand groeide wel uit als symbool van onder andere de hekserij bij Halloween en de bokkenrijders. In verschillende musea worden dode handen tentoongesteld.

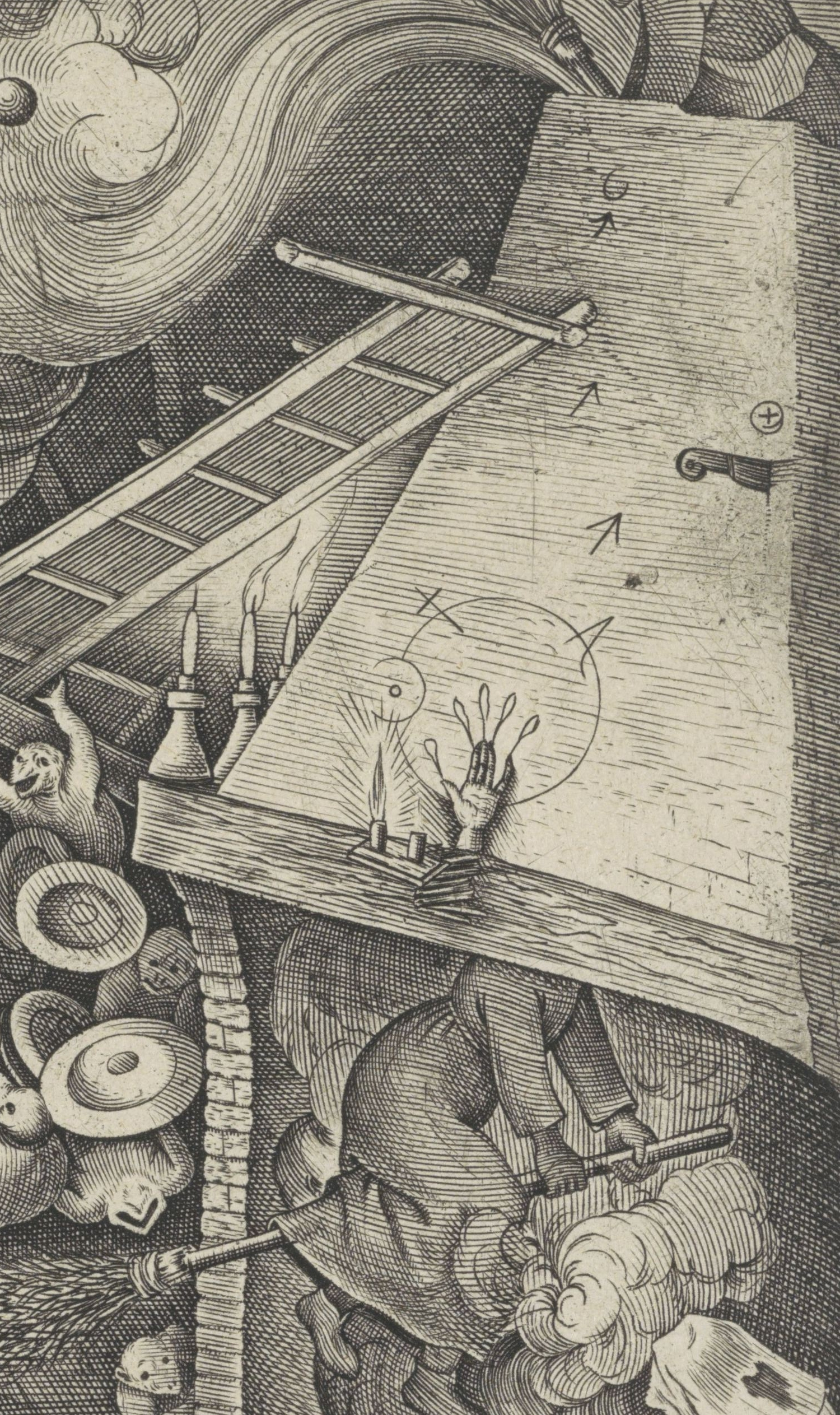
Main de gloire op een schoorsteenmantel, detail op een print van Pieter van der Heyden, waarschijnlijk naar ontwerp van Pieter Brueghel of Hieronymus Cock. Op deze afbeelding is ook te zien hoe een heks op een bezemsteel door de schoorsteen vertrekt.